# Jordi V del Regne Unit
Jordi V del Regne Unit (Marlborough House, Londres, 3 de juny de 1865 - Sandringham, 20 de gener de 1936) fou rei del Regne Unit de la Gran Bretanya i Irlanda (1910-1922), rei del Regne Unit de la Gran Bretanya i d'Irlanda del Nord (1922-1936), emperador de l'Índia (1910-1936), rei dels Dominis Britànics d'Ultramar (1910-1936, i rei d'Irlanda (1922-1936).
Durant el regnat de Jordi V es canvià el nom de la casa reial regnant al Regne Unit. Des del casament de la reina Victòria amb el príncep Albert de Saxònia-Coburg Gotha, la casa britànica havia passat de mans dels Hannover a mans dels Saxònia-Coburg Gotha. Ara bé, la procedència germànica del nou nom i l'alta impopularitat del món germànic al Regne Unit durant el conflicte bèl·lic de la Primera Guerra Mundial aconsellaren canviar el nom de la casa reial, que el 1917 passà a dir-se Windsor.

## Infància i primers anys
Nascut a Malborough House l'any 1865 (Londres), era fill del llavors príncep de Gal·les i futur rei Eduard VII del Regne Unit, que era fill de la reina Victòria I del Regne Unit i del príncep Albert de Saxònia-Coburg Gotha. Sa mare era la llavors princesa de Gal·les i després reina Alexandra, que era la filla del rei Cristià IX de Dinamarca i de la princesa Lluïsa de Hessen-Kassel.
Com a segon fill dels prínceps de Gal·les, semblava apartat de la línia successòria i se li atorgà el títol de Duc de York i ingressà a la marina on feu carrera. Ara bé, la inestabilitat mental del seu germà el Duc de Clarence, el príncep Albert Víctor i sobretot la seva mort sobtada, feu que es convertís en l'hereu dels seus pares els prínceps de Gal·les.

## Matrimoni

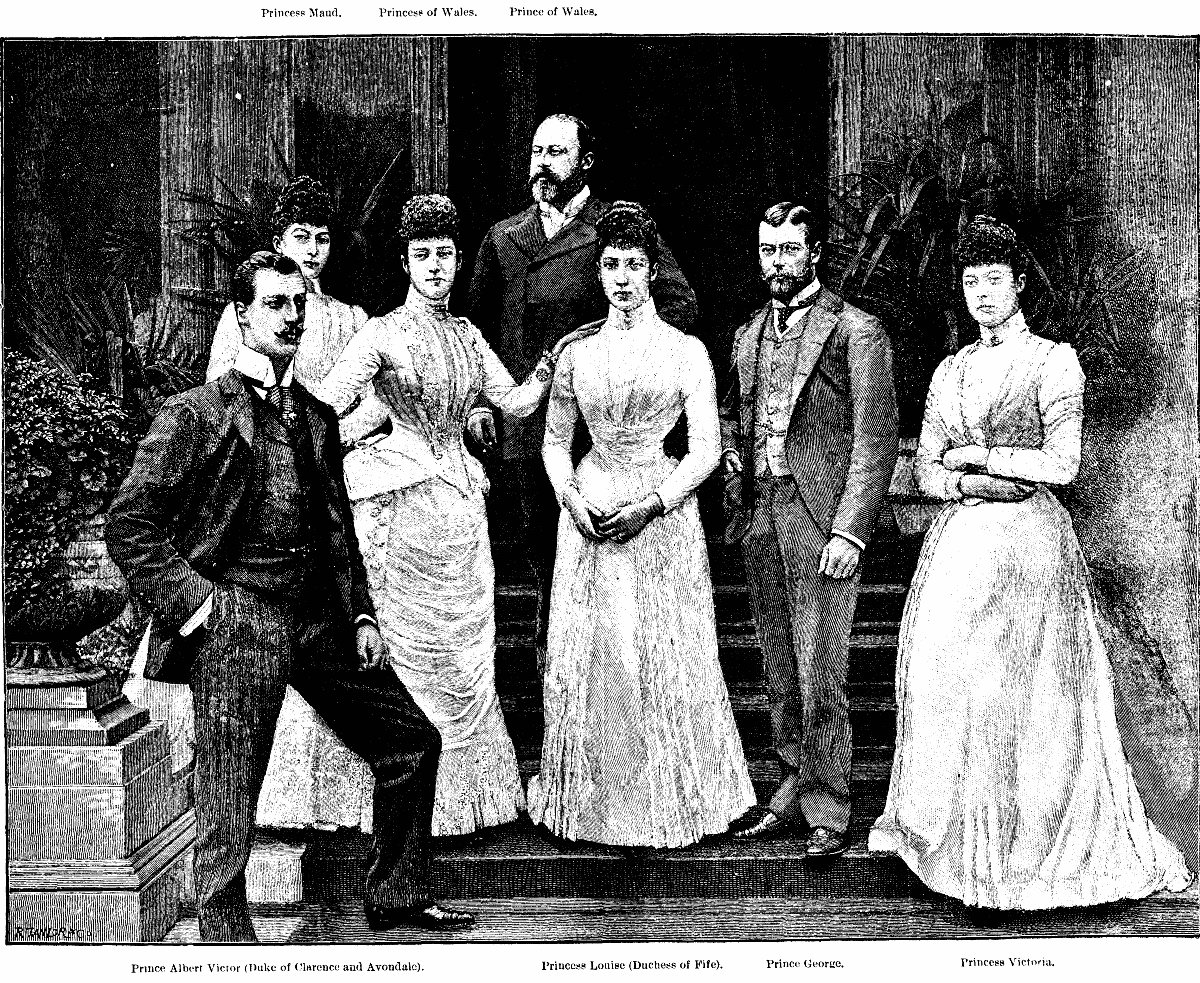
El futur rei Jordi V envoltat dels seus pares i germans, d'esquerra a dreta trobem: el príncep Albert Víctor, duc de Clarence; la princesa Maud, reina de Noruega; la princesa de Gal·les; el príncep de Gal·les; la princesa Lluïsa, duquessa de Fife; el príncep Jordi, duc de York i la princesa Victòria.

L'any 1891, el príncep Albert Víctor es va comprometre amb la princesa Maria de Teck. La princesa de Teck pertanyia a una branca morganàtica de la casa reial de Württemberg, el seu pare era el príncep Alexandre de Teck, i la seva mare era la princesa Maria Adelaida del Regne Unit, filla dels ducs de Cambridge i neta del rei Jordi III del Regne Unit. Tanmateix, el duc de Clarence morí sis setmanes després d'aquest compromís a causa d'una pneumònia.
El duc de York, Jordi, va esdevenir l'hereu dels seus pares; i la seva àvia, la reina Victòria va intercedir perquè el príncep Jordi es comprometés amb la jove princesa de Teck. Així va ser i es van casar a Londres el 6 de juliol de 1893 a la Capella Reial del palau de Saint James.
El matrimoni tingué sis fills:
- SM el rei Eduard VIII del Regne Unit nascut a Richmond el 1894 i mort a París el 1972. Casat amb Wallis Simpson (1937).
- SM el rei Jordi VI del Regne Unit nascut a Sandringham el 1895 i mort a Londres el 1952. Casat amb Lady Elisabet Bowes-Lyon (1925).
- SAR la princesa reial Maria nascuda a Sandringham el 1897 i morta a Harewood House, York el 1965. Casada amb lord Enric Lascelles, cinquè comte de Harewood (1922).
- SAR el príncep Enric, duc de Gloucester nascut a Sandringham el 1900 i mort a Londres el 1974. Casat amb Lady Alícia Montagu-Douglas-Scott el 1935.
- SAR el príncep Jordi del Regne Unit, duc de Kent, nascut a Sandringham el 1902 i mort en un accident aeri mentre sobrevolava Escòcia l'any 1942. Es casà l'any 1936 a Londres amb SAR la princesa Marina de Grècia.
- SAR el príncep Joan del Regne Unit, nascut a Sandringham el 1905 i mort a Londres el 1919 a causa d'un atac d'epilèpsia.

## Duc de York i Príncep de Gal·les
L'any 1901, amb la mort de la reina Victòria I del Regne Unit, els ducs de York es converteixen en prínceps de Gal·les. La seva visibilitat augmenta considerablement i, a diferència del rol jugat per la reina Victòria, el nou rei Eduard VII del Regne Unit dona un rol important de govern al seu fill el príncep de Gal·les.
Mentre ostentaven els títols de Ducs de York i Prínceps de Gal·les, Jordi i Maria realitzen importants viatges al llarg de l'Imperi, visitant Austràlia, on el Duc de York obrí la primera sessió del Parlament australià.

## Cap d'estat
Com a rei, Jordi destaca per haver estat el monarca britànic durant la Primera Guerra Mundial i el conflicte irlandès que conclogué amb la partició de l'illa i la independència del sector sud.
Arribà al tron l'any 1910 després de la mort del seu pare, però no fou coronat a l'Abadia de Westminster fins a l'any 1911. El mateix any 1911, els nous reis britànics viatjaren a l'Índia on s'entrevistaren amb les principals autoritats locals i principesques.
L'any 1914 s'inicià el conflicte que durant la seva època fou conegut com la Gran Guerra. El conflicte, a part d'ésser entre estats, també era entre idees i entre familiars, ja que el rei britànic era cosí en primer grau de l'emperador Guillem II de Prússia o del duc Carles Eduard de Saxònia-Coburg Gotha. La Guerra tingué importants conseqüències en l'àmbit familiar pel rei Jordi V.
D'una banda, significà el trencament de la família reial britànica amb tots els llaços que els unia amb Alemanya. El nom dinàstic de Saxònia-Coburg Gotha fou substituït pel de Windsor, en al·lusió al castell reial de Windsor. Molts prínceps britànics que tenien cognoms i títols alemanys foren convidats a abandonar-los i adoptar noms britànics: així els prínceps de Teck reberen el títol de marquesos de Cambridge; els Battenberg canviaren el cognom per Mounbatten i reberen els títols de marquesos de Milford-Haven i de Cabisbrooke; i així un llarg nombre de prínceps i princeses britànics. Finalment, s'anul·laren els títols britànics a aquells que havien lluitat al costat de l'imperi Alemany: així el duc Ernest August de Hannover perdé el títol de príncep britànic i de Cumberland, i el duc Carles Eduard del Regne Unit el ducat d'Albany.
De l'altra, significà l'allunyament amb les famílies reials de Prússia i de Rússia amb qui tants llaços tenien els britànics a nivell familiar. La mort de la majoria de grans ducs de Rússia i de la família del tsar Nicolau II de Rússia (el tsar i la tsarina eren cosins en primer grau amb el rei del Regne Unit) significaren una important pèrdua pel rei. El cas del Tsar a més a més s'accentuà per la prohibició que el primer ministre britànic Lloyd George va fer salvar amb un vaixell britànic la família del tsar d'una mort segura.
A partir d'aquest moment, Jordi V es personifica com un paladí per totes les famílies reials que eren exiliades, ajuda molt especialment a la família reial grega, ja que salvà d'un consell de guerra al príncep Andreu de Grècia enviant-lo a cercar per la marina britànica. També concedí una pensió vitalícia a la seva tia, la tsarina viuda Dagmar de Dinamarca (germana de la mare del rei britànic) que li permeté viure dignament després de la caiguda de l'imperi tsarista.
Acceptà la independència d'Irlanda malgrat que conservà el títol de Rei d'Irlanda. Morí a Sandringrham l'any 1936.

## Mort
El 20 de gener de 1936 la salut del monarca era deficient, la reina va ordenar al metge del rei Lord Dawson de Penn que comences el procediment per posar fi a la vida del rei per eutanàsia (il·legal al Regne Unit), Lord Dawson va injectar (després de la negativa de la infermera del rei a començar el procés), a la vena jugular cocaïna i morfina.